# Seznam okresů v Oregonu
Americký stát Oregon je členěn do 36 okresů.
| Okres      | Počet obyvatel k 1. 7. 2005 | Správní sídlo | Počet obyvatel k 1. 7. 2004 |
| ---------- | --------------------------- | ------------- | --------------------------- |
| Baker      | 16.287                      | Baker City    | 9.746                       |
| Benton     | 78.640                      | Corvallis     | 50.380                      |
| Clackamas  | 368.470                     | Oregon City   | 29.767                      |
| Clatsop    | 36.798                      | Astoria       | 9.758                       |
| Columbia   | 48.065                      | St. Helens    | 11.432                      |
| Coos       | 64.711                      | Coquille      | 4.204                       |
| Crook      | 22.067                      | Prineville    | 8.575                       |
| Curry      | 22.427                      | Gold Beach    | 1.915                       |
| Deschutes  | 141.382                     | Bend          | 62.937                      |
| Douglas    | 104.292                     | Roseburg      | 20.447                      |
| Gilliam    | 1.794                       | Condon        | 719                         |
| Grant      | 7297                        | Canyon City   | 604                         |
| Harney     | 6.898                       | Burns         | 2.854                       |
| Hood River | 21.284                      | Hood River    | 6.362                       |
| Jackson    | 195.322                     | Medford       | 68.099                      |
| Jefferson  | 20.100                      | Madras        | 5.146                       |
| Josephine  | 80.761                      | Grants Pass   | 27.195                      |
| Klamath    | 66.192                      | Klamath Falls | 19.694                      |
| Lake       | 7.313                       | Lakeview      | 2.420                       |
| Lane       | 335.180                     | Eugene        | 142.681                     |
| Lincoln    | 45.994                      | Newport       | 9.627                       |
| Linn       | 108.914                     | Albany        | 43.889                      |
| Malheur    | 31.330                      | Vale (Oregon) | 1.935                       |
| Marion     | 305.265                     | Salem         | 146.120                     |
| Morrow     | 11.666                      | Heppner       | 1.450                       |
| Multnomah  | 672.906                     | Portland      | 533.492                     |
| Polk       | 70.295                      | Dallas        | 13.461                      |
| Sherman    | 1.749                       | Moro          | 296                         |
| Tillamook  | 25.277                      | Tillamook     | 4.476                       |
| Umatilla   | 73.878                      | Pendleton     | 16.605                      |
| Union      | 24.540                      | La Grande     | 12.371                      |
| Wallowa    | 7.014                       | Enterprise    | 1.795                       |
| Wasco      | 23.593                      | The Dalles    | 11.948                      |
| Washington | 499.794                     | Hillsboro     | 81.854                      |
| Wheeler    | 1.455                       | Fossil        | 447                         |
| Yamhill    | 92.196                      | McMinnville   | 28.973                      |